# Крюково (Зубцовский район)
Крюково  — деревня в Зубцовском районе Тверской области. Входит в состав Вазузского сельского поселения.

## География
Находится в южной части Тверской области на расстоянии приблизительно 10 км на юг-юго-запад от районного центра города Зубцов на правом берегу реки Вазуза.

## История
Деревня была отмечена еще на карте 1825 года. В 1859 году здесь (деревня Зубцовского уезда Тверской губернии) было учтено 5 дворов, в 1941—22.

## Население
Численность населения: 69 человек (1859 год), 8 (русские 100 %) в 2002 году, 1 в 2010.